# Грицины
Грицины (укр. Грицини) — село,
Подопригоровский сельский совет,
Лебединский район,
Сумская область,
Украина.
Код КОАТУУ — 5922987306. Население по переписи 2001 года составляло 130 человек .

## Географическое положение
Село Грицины находится на правом берегу реки Грунь,
выше по течению на расстоянии в 1 км расположено село Павленково,
ниже по течению на расстоянии в 0,5 км расположено село Сиренки,
на противоположном берегу — село Падалки.
Через село проходит автомобильная дорога Т-1918.

## Экономика
- Молочно-товарная и птице-товарная фермы.